# 唯美貌不可辜负
《唯美貌不可辜负》（英語：Only Beautiful），2019年中国偶像剧。由高泰宇、辛瑞琪领衔主演，爱奇艺于2019年7月31日首播。

## 播出时间
| 频道   | 所在地 | 播出日期      | 播出时间 | 备注 |
| ------ | ------ | ------------- | -------- | ---- |
| 爱奇艺 | 中国   | 2019年7月31日 |          |      |

## 演员列表

### 主要演员
| 演員   | 角色 | 介紹 |
| 高泰宇 | 韩绍 |      |
| 辛瑞琪 | 苏叶 |      |

### 其他演员
| 演員   | 角色   | 介紹 |
| 胡浩博 | 纪肖   | |
| 王瑄   | 丸子   | |
| 向奕铮 |        | |
| 秦煌   | 陳漢生 | |
| 雪梨   | 陳美珍 | 苏叶母亲。性格大大咧咧，幽默风趣，表面上看有些势利眼，实则内心善良，三观很正。十分疼爱女儿.外形为十分年轻态的冻龄美女，典型的南方女人，气质如出水芙蓉，温柔大方。 |
| 林偉   | 蘇國榮 | 苏叶父亲。 |